# Type転職エージェント
type転職エージェント（タイプてんしょくエージェント）は、転職サイト『type』『女の転職type』で知られる総合人材サービス会社の株式会社キャリアデザインセンターが運営する転職エージェントサービスである。

## 概要
type転職エージェントは、IT・Web・メーカー・営業職など、多様な業界・職種を対象に、首都圏を中心とした転職サポートを提供している。求職者に対して専門コンサルタントを配置し、カウンセリングを通じたキャリアの方向性の整理や、応募書類・面接対策などのサービスを展開している。
- 運営会社：株式会社キャリアデザインセンター（CAREER DESIGN CENTER CO.,LTD.）
- 本社所在地：東京都港区赤坂3-21-20　赤坂ロングビーチビル
- 創業：1993年7月8日
- 上場市場：東京証券取引所プライム市場（証券コード：2410）
- 代表取締役社長兼会長：多田 弘實

## 沿革
出典：
- 1993年：株式会社キャリアデザインセンター設立。
- 1998年：人材紹介サービス（type転職エージェント）の事業開始